# Castello normanno-svevo (Sannicandro di Bari)
Il Castello Normanno-Svevo è una fortificazione che sorge nella zona medievale di Sannicandro di Bari, tra le caratteristiche case a scalinata esterna. Era circondato da un antico fossato di epoca sveva colmato e trasformato in strada solo nel 1836. Oggi  lo possiamo apprezzare nella sua composizione in due parti distinte, l'una nell'altra, strutturate in epoche diverse ma non molto lontane fra loro: quella Normanna e quella Sveva. I diversi saggi, a cura della Sovrintendenza Archeologica di Bari, hanno rivelato la presenza di antiche trincee prenormanne all'interno della corte, con un nucleo fortificato, circondato probabilmente da una cinta più esterna. Le monete longobarde e bizantine ritrovate nel emplecton di fondazione confermano la frequentazione del sito senza soluzione di continuità a partire dal IX secolo: qualche tarì aureo di GISULFO I Principe di Salerno, 946-974;  le tantissime monete bizantine, tra le quali la più antica risale all'Imperatore Teofilo 829-842.  Non si può escludere che nel periodo dell'Emirato di Bari, 847/871, potesse essere contemplato fra i 24 "Castella" saraceni strutturati a difesa dell'attuale capoluogo pugliese.

## Storia
Con l'avvento dei Normanni il Castello, da considerarsi ancora un Presidio di difesa e di dominio ma con il Feudo già composto, acquisisce il toponimo di "San Nicandro", come acclarato in un documento di Emma d'Altavilla del 1119 "Omnium nostrarum Castelli Sancti Nicandri ita tamen ut ipse abbas eiusque successores in cappellam ipsius Castelli cappellanum mictant”.  Questo nucleo originario era stato realizzato su una vecchia e ormai diruta struttura muraria bizantina a pianta irregolare con quattro torri d'angolo circolari o, come afferma il De Tommasi, con gli spigoli arrotondati.

### Periodo del Regno Normanno
Nel periodo del Regno di Ruggero II di Sicilia il Castello è ampliato con la costruzione del Palazzo, le quattro torri centrali rompitratta, il fossato e il portale a Levante. Il Signore del Castello è Guido Da Venosa, già signore di Forenza nel 1130 per "Iussone regia", che ne prende possesso nel 1133, in occasione della creazione della Contea sperimentale di Conversano.  Secondo "il Catalogo dei Baroni" il Castello è censito per 10 cavalieri alla pesante e 20 in caso di guerra, dunque una struttura di demanio di rilevante importanza.  Dalla attenta lettura del cosiddetto "Catalogus" ci si rende conto che Guido Da Venosa è custode del Castello di Sannicandro di Bari nella prima edizione del 1150. Nella seconda edizione del 1168 è stato sostituito da Guglielmo de Tot. Il cambio della guardia sarà certamente avvenuto prima del 1155, in quanto un documento di questa data denuncia Guido Da Venosa come Signore di Casamassima. Chi è allora Guglielmo De Tot che "Tenet in balio Sanctum Nicandrum, quod tenet in capite a domino Rege, quod sicut dixit Robbertus de Beneth et sicut est inventum in quaternionibus Curie"??  Svelare la figura del signore del Castello nel 1168 ne rivela la committenza e dipana l'intrigo di ipotesi e congetture attribuite al suo formidabile ampliamento nella seconda metà del XII secolo. Infatti in un anno imprecisato e comunque a partire dall'avvento del "Magister Willelmus de Tot" l'intero corpo castellare viene modificato, stravolto e notevolmente ampliato. Il Castello assolve a nuove funzioni... Viene trasformato in una vera e propria "Grangia", una sorta di Masseria "ante litteram", che permette la conduzione diretta delle terre e degli allevamenti per il trasferimento di uomini, cavalli e vettovaglie in Terra Santa ad approvvigionare gli eserciti crociati. I convogli sono imbarcati a Bari. Questa nuova fase è direttamente relata ai fatti d'Oltremare: Saladino nel 1187 ha conquistato Gerusalemme agli Arabi e le truppe crociate restano territorialmente limitate, a difesa lungo la costa, con pochissima terra a disposizione da coltivare per approvvigionarsi direttamente in loco. I Franchi e gli Ordini Cavallereschi dipendono dai rifornimenti che sistematicamente giungono Oltremare dalla Puglia.  Un documento conservato presso l'Archivio di San Nicola di Bari rivela il ruolo e l'importanza di Willelmus de Tot: si tratta di un Magister di un ordine cavalleresco, che non solo conduce il Castello di Sannicandro di Bari ma sembra condurre altri importanti Possessi, sicuramente ha nelle mani parecchi Titoli di proprietà "Privilegia", tra i quali salta agli occhi il "Privilegium Iohe factum a domino Roggerio (Riccardo) Senescalco, cuius autenticum est penes magistrum Guillelmum de Toto".  La politica d'accentramento del potere dell'imperatore Federico II di Svevia e la sua insofferenza nei confronti degli Ordini Cavallereschi, soprattutto quelli, come i Templari e gli Ospitalieri, che gli facevano concorrenza sulle rotte dei traffici verso la Terrasanta e l'Oriente, fanno supporre un intervento dell'Imperatore ad eliminare i Templari dal Castello, al suo ritorno dalla crociata del 1229. La persecuzione nei confronti dell'Ordine Templare si realizza con l'accusa di eresia e con il conseguente sequestro di Beni e Magioni, tra i quali è da annoverare anche il Castello di Sannicandro di Bari.
Negli anni del Baliaggio Templare il Castello era a nove torri.

### Periodo angioino
L'avvento della dominazione angioina fu decisivo per la storia del paese. Si racconta che il principe Carlo d'Angiò, imprigionato in Sicilia, avesse domandato la protezione di san Nicola di Bari, il quale, apparendogli, gli avrebbe assicurato la liberazione. Ottenuta la libertà e tornato a Napoli col titolo regale, Carlo II d'Angiò volle rimunerare il Santuario del santo, alla cui intercessione attribuiva la salvezza, di ampie rendite e ricchissime donazioni. Nel 1304, per concessione dei re angioino, il feudo di Sannicandro passò, dunque, alla Basilica di S.Nicola di Bari e incominciò per esso un periodo di relativa stabilità.
In quegli anni, il Castello non fu mai abitato dal Priore-Barone perché questi risiedeva presso la Corte Reale di Napoli. Fu perciò adibito a sede dell'Amministrazione dell'azienda agricola della Baronia ed in alcuni locali a pianterreno furono impiantati un mulino ed un frantoio per la produzione di olio.

### Epoca moderna

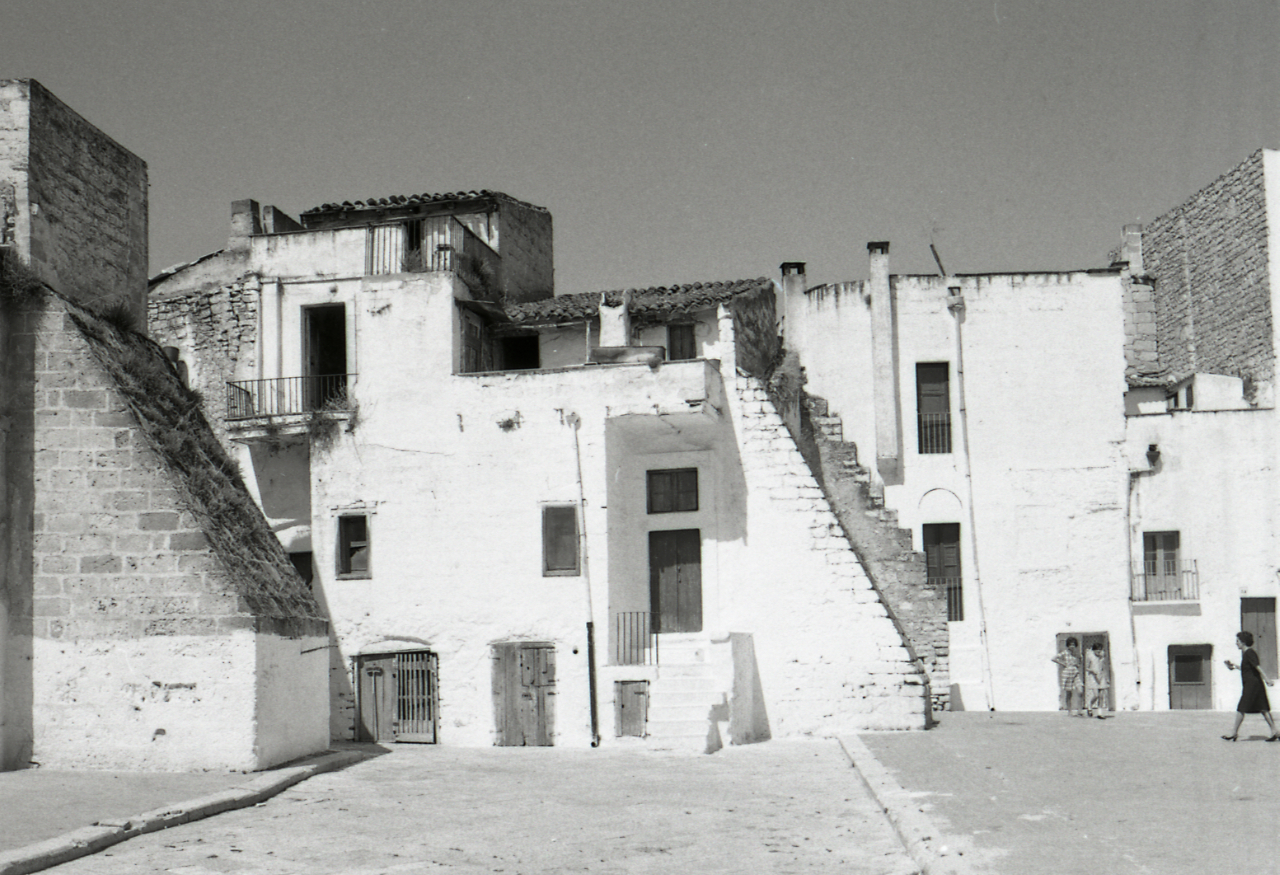
Abitazioni sorte all'interno delle mura in una foto di Paolo Monti del 1970

L'autorità dei Baroni-Priori del Capitolo di San Nicola di Bari durò cinque secoli, fino al 1806, anno in cui fu pubblicata la legge del Re Giuseppe Bonaparte che abolì il feudalesimo. Il feudo fu, dunque, assoggettato al regime di una comune proprietà privata ed il Real Capitolo di San Nicola entrò nel ruolo di un semplice usufruttario di beni immobili.
Il Castello, che durante gli anni dell'amministrazione nicolaiana aveva mantenuto la sua linea originaria, tra il 1806 ed il 1875 fu barbaramente rovinato. Per colmare il vuoto prodotto dalla perdita dei diritti feudali, infatti, sorse il problema del reperimento di nuove fonti di entrata per il mantenimento della Basilica e del Capitolo di San Nicola: la cinta esterna fu, dunque, aperta in più varchi per ricavarne porte e finestre da adibire a botteghe, abitazioni, stalle, negozi che assicurassero una rendita al Capitolo nicolaiano; il fossato fu colmato, la galleria sotterranea ostruita, le finestre bifore furono deturpate e trasformate in balconi.

### Tempi recenti
Nel 1951 il titolo nobiliare passò dal Priore di San Nicola all'Arcivescovo di Bari e, con atto pubblico del 12 dicembre 1967, il Comune di Sannicandro di Bari, sindaco il prof. Nicola Casamassima, acquistò il Castello per la somma di lire 10.500.000. Dopo una serie di restauri, il Castello è fruibile ai visitatori.